# Amynodes distigmata
Amynodes distigmata är en fjärilsart som beskrevs av George Francis Hampson 1896. Amynodes distigmata ingår i släktet Amynodes och familjen nattflyn. Inga underarter finns listade i Catalogue of Life.